# Vita Basilii
La Vita Basilii és una obra historiogràfica atribuïda a Teòfanes el Confessor. Aquesta biografia pertany a una obra major anomenada Theophanes Continuatus, en la qual es relaten biografies de reis de l'Imperi romà d'Orient. Vita Basilii fou escrita per ordre de Constantí VII Porfirogènit, net de Basili I, amb l'objectiu de justificar l'ascens al tron imperial d'una nova dinastia.

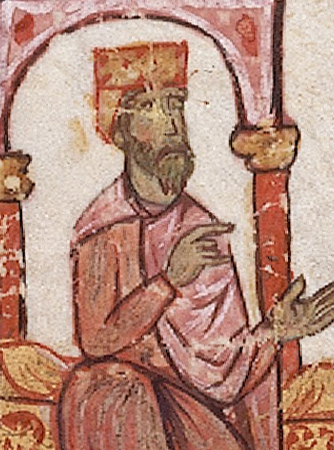
Retrat de Basili I en el manuscrit Skylitzes Matritensis

La Vita Basilii relata la vida de Basili I el Macedoni (867-886). S'hi crea la imatge idealitzada de l'emperador, que esdevé la representació del governant perfecte i un model perquè les generacions següents puguen seguir-ne l'exemple. Basili I fou el primer emperador de la dinastia macedònica i va ascendir al tron després de l'assassinat del seu predecessor, Miquel III. Comença amb ell un renaixement de l'Imperi romà d'Orient després d'un període de declivi.
La Vita Basilii s'estructura en sis temes.

#### Els signes miraculosos de la infantesa de Basili
En aquest primer tema s'abasten les circumstàncies de la seua infantesa, i es dedica a com fou capturat i fet presoner juntament amb la seua família pel Kahn Krum de Bulgària. A més a més, ho relaciona amb el procés de cristianització de Bulgària i amb els màrtirs d'Adrianòpolis (Edirne), ja que molts parents de Basili foren martiritzats, com explica l'autor. De llavors ençà, el futur monarca ja mostrava un caràcter noble que cridava l'atenció. 

#### Les revelacions que va rebre la mare de Basili sobre el seu fill i el seu futur
En el segon tema, la mare de Basili rep una revelació divina sobre el futur del seu fill. En somnis és il·luminada perquè envie el seu fill a Constantinoble perquè ha estat triat per a un futur brillant. 

#### Les revelacions que rep el mateix Basili
En aquest tema es narren les revelacions que rep Basili, en què se'n fan insinuacions com a futur emperador.

#### Les prediccions sobre emperador
A més a més de la mare de Basili, en aquest tema es descriuen altres cinc revelacions, dos de monjos i tres de personalitats de l'època. La primera, de Cèsar Bardas, noble que a més era germà de l'emperadriu Teodora i oncle de Miquel III l'Embriac. La segona revelació corresponia a l'emperadriu Teodora l'Armènia, i la tercera a Lleó el Filòsof, considerat l'home més savi del moment. A més a més, aquestes revelacions no se li comuniquen a Basili. 

#### Les proeses de la joventut de Basili
El tema cinc de la Vita Basilii està relacionat amb l'anterior, i s'hi relaten tres episodis en què se subratllen les proeses de què era capaç Basili: derrotar un atleta búlgar, capturar un cavall imperial i matar un llop. 

#### Les profecies complertes i la seua consagració com a monarca ortodox i defensor de la fe
En acabant, se centra en el compliment de totes les revelacions i profecies descrites abans. Formen part d'aquest tema dos episodis importants: la coronació com a coemperador per part de Miquel III l'Embriac (842-867) i l'assassinat de l'emperador Miquel, la qual cosa el converteix en l'únic sobirà. 